# Lista de regiões do Brasil por rede de coleta de esgoto
| + 80% + 60% + 40% | + 20% até 20% |

Mapa das regiões brasileiras por porcentagem de rede de esgoto segundo o "Atlas de Saneamento 2011" divulgado pelo IBGE.

Abaixo segue a lista das grandes regiões do Brasil por porcentagem de municípios com rede de esgoto segundo o Atlas de Saneamento 2011 divulgado pelo Instituto Brasileiro de Geografia e Estatística (IBGE). O atlas faz uma leitura territorial dos dados da Pesquisa Nacional de Saneamento Básico.
| Posição | Região geográfica | Municípios com rede de esgoto (%) |
| ------- | ----------------- | --------------------------------- |
| 1       | Sudeste           | 95,0%                             |
| 2       | Nordeste          | 45,6%                             |
| 3       | Sul               | 39,7%                             |
| 4       | Centro-Oeste      | 28,3%                             |
| 5       | Norte             | 13,2%                             |